# Ôgi-no-mon
Das Ôgi-no-mon (von japanisch 扇の門 ‚Fächertor‘) ist eine Scharte im ostantarktischen Königin-Maud-Land. Sie liegt in einem Moränenrücken im Ôgi-ga-hara des Königin-Fabiola-Gebirges. 
Japanische Wissenschaftler nahmen 1969 die Vermessung und 1979 die Benennung vor.